# José Antonio Rueda
José Antonio Rueda Ruiz (* 29. Oktober 2005 in Sevilla, Spanien) ist ein spanischer Motorradrennfahrer.
2022 gewann Rueda den Red Bull MotoGP Rookies Cup sowie die JuniorGP Moto3. Er war damit der erste Fahrer überhaupt, der beide Meisterschaften im selben Jahr gewinnen konnte.

## Statistik

### Erfolge
- 2022 – JuniorGP Moto3-Sieger
- 2022 – Red-Bull-MotoGP-Rookies-Cup-Sieger auf KTM
- 8 Grand-Prix-Siege

### In der Motorrad-Weltmeisterschaft
(Stand: Großer Preis von Österreich, 17. August 2025)
| Saison | Klasse | Team                            | Motorrad | Rennen | Siege | Zweiter | Dritter | Poles | Schn. Runden | Punkte | Ergebnis |
| ------ | ------ | ------------------------------- | -------- | ------ | ----- | ------- | ------- | ----- | ------------ | ------ | -------- |
| 2021   | Moto3  | Indonesian Racing Gresini Moto3 | Honda    | 1      | –     | –       | –       | –     | –            | 0      | 39.      |
| 2022   | Moto3  | Rivacold Snipers Team           | Honda    | 1      | –     | –       | –       | –     | –            | 0      | 38.      |
| 2023   | Moto3  | Red Bull KTM Ajo                | KTM      | 20     | –     | –       | 1       | –     | –            | 121    | 9.       |
| 2024   | Moto3  | Red Bull KTM Ajo                | KTM      | 18     | 1     | 1       | 2       | 1     | 2            | 157    | 7.       |
| 2025   | Moto3  | Red Bull KTM Ajo                | KTM      | 13     | 7     | –       | 2       | 4     | 2            | 239    | 1.       |
| Gesamt | Gesamt | Gesamt                          | Gesamt   | 53     | 8     | 1       | 5       | 5     | 4            | 517    |          |

Grand-Prix-Siege
| Saison | Klasse | Rennen                                                                              |
| ------ | ------ | ----------------------------------------------------------------------------------- |
| 2024   | Moto3  | Aragonien                                                                           |
| 2025   | Moto3  | Thailand USA-Texas Spanien Frankreich Vereinigtes Konigreich Niederlande Tschechien |

Einzelergebnisse
| Saison | 1        | 2           | 3           | 4         | 5          | 6          | 7                      | 8           | 9           | 10                     | 11          | 12                     | 13         | 14             | 15         | 16             | 17         | 18                  | 19         | 20        | 21       | 22       |
| ------ | -------- | ----------- | ----------- | --------- | ---------- | ---------- | ---------------------- | ----------- | ----------- | ---------------------- | ----------- | ---------------------- | ---------- | -------------- | ---------- | -------------- | ---------- | ------------------- | ---------- | --------- | -------- | -------- |
| 2021   | Katar    | Katar       | Portugal    | Spanien   | Frankreich | Italien    | Katalonien             | Deutschland | Niederlande | Steiermark             | Osterreich  | Vereinigtes Konigreich | Aragonien  | San Marino     | USA-Texas  | Emilia-Romagna | Portugal   | \|\| \|\| \|\| \|\| |            |           |          |          |
| 2021   |          |             |             |           |            |            |                        |             |             |                        |             |                        |            |                |            |                | DNF        |                     |            |           |          |          |
| 2022   | Katar    | Indonesien  | Argentinien | USA-Texas | Portugal   | Spanien    | Frankreich             | Italien     | Katalonien  | Deutschland            | Niederlande | Vereinigtes Konigreich | Osterreich | San Marino     | Aragonien  | Japan          | Thailand   | Australien          | Malaysia   | \|\| \|\| |          |          |
| 2022   |          |             |             |           |            | 21         |                        |             |             |                        |             |                        |            |                |            |                |            |                     |            |           |          |          |
| 2023   | Portugal | Argentinien | USA-Texas   | Spanien   | Frankreich | Italien    | Deutschland            | Niederlande | Kasachstan  | Vereinigtes Konigreich | Osterreich  | Katalonien             | San Marino | Indien         | Japan      | Indonesien     | Australien | Thailand            | Malaysia   | Katar     | Valencia |          |
| 2023   | 4        | 23          | 10          | 5         | 9          | 14         | 13                     | 6           | C           | 8                      | 11          | 3                      | 9          | 10             | 10         | 5              | 18         | 16                  | DNF        | 16        | 6        |          |
| 2024   | Katar    | Portugal    | USA-Texas   | Spanien   | Frankreich | Katalonien | Italien                | Niederlande | Deutschland | Vereinigtes Konigreich | Osterreich  | Aragonien              | San Marino | Emilia-Romagna | Indonesien | Japan          | Australien | Thailand            | Malaysia   | \|\|      |          |          |
| 2024   | DNF      | 2           | DNS         | WD        | 8          | 3          | 15                     | 4           | DNF         | 9                      | 7           | 1                      | DNF        | 10             | 11         | 5              | 9          | 16                  | 3          | 4         |          |          |
| 2025   | Thailand | Argentinien | USA-Texas   | Katar     | Spanien    | Frankreich | Vereinigtes Konigreich | Aragonien   | Italien     | Niederlande            | Deutschland | Tschechien             | Osterreich | Ungarn         | Katalonien | San Marino     | Japan      | Indonesien          | Australien | Malaysia  | Portugal | Valencia |
| 2025   | 1        | 3           | 1           | DNF       | 1          | 1          | 1                      | 8           | 4           | 1                      | 3           | 1                      | 5          |                |            |                |            |                     |            |           |          |          |

| Legende  | Legende            | Legende                                                          |
| Farbe    | Abkürzung          | Bedeutung                                                        |
| -------- | ------------------ | ---------------------------------------------------------------- |
| Gold     | –                  | Sieg                                                             |
| Silber   | –                  | 2. Platz                                                         |
| Bronze   | –                  | 3. Platz                                                         |
| Grün     | –                  | Platzierung in den Punkten                                       |
| Blau     | –                  | Klassifiziert außerhalb der Punkteränge                          |
| Violett  | DNF                | Rennen nicht beendet (did not finish)                            |
| Violett  | NC                 | nicht klassifiziert (not classified)                             |
| Rot      | DNQ                | nicht qualifiziert (did not qualify)                             |
| Rot      | DNPQ               | in Vorqualifikation gescheitert (did not pre-qualify)            |
| Schwarz  | DSQ                | disqualifiziert (disqualified)                                   |
| Weiß     | DNS                | nicht am Start (did not start)                                   |
| Weiß     | WD                 | zurückgezogen (withdrawn)                                        |
| Hellblau | PO                 | nur am Training teilgenommen (practiced only)                    |
| Hellblau | TD                 | Freitags-Testfahrer (test driver)                                |
| ohne     | DNP                | nicht am Training teilgenommen (did not practice)                |
| ohne     | INJ                | verletzt oder krank (injured)                                    |
| ohne     | EX                 | ausgeschlossen (excluded)                                        |
| ohne     | DNA                | nicht erschienen (did not arrive)                                |
| ohne     | C                  | Rennen abgesagt (cancelled)                                      |
| ohne     | keine WM-Teilnahme |                                                                  |
| sonstige | P/fett             | Pole-Position                                                    |
| sonstige | 1/2/3/4/5/6/7/8    | Punktplatzierung im Sprint-/Qualifikationsrennen                 |
| sonstige | SR/kursiv          | Schnellste Rennrunde                                             |
| sonstige | *                  | nicht im Ziel, aufgrund der zurückgelegten Distanz aber gewertet |
| sonstige | ()                 | Streichresultate                                                 |
| sonstige | unterstrichen      | Führender in der Gesamtwertung                                   |